# Port lotniczy Kotłas
Port lotniczy Kotłas (IATA: KSZ; ICAO: ULKK) – port lotniczy położony 4 km na południowy wschód od Kotłasu, w obwodzie archangielskim, w Rosji.

## Kierunki lotów i linie lotnicze
| Linia lotnicza                               | Kierunek                |
| -------------------------------------------- | ----------------------- |
| 2 Archangielski Zjednoczony Oddział Lotniczy | 1. Archangielsk-Vaskovo |
| RusLine                                      | 1. Sankt Petersburg     |